# Šport u 1966.
◄◄ | ◄ | 1963. | 1964. | 1965. | 1966.  | 1967. | 1968. | 1969. | ► | ►►
Arhitektura • Astronautika • Astronomija • Biologija • Film • Fotografija • Glazba • Kazalište • Kemija • Kiparstvo • Knjige • Književnost • Kršćanstvo • Meteorologija • Medicina • Planinarstvo • Politika • Pravo • Promet • Slikarstvo • Strip • Šport • Televizija • Znanost • Zrakoplovstvo • Željeznički promet
Šport u 1966.

## Svijet

### Natjecanja

#### Svjetska natjecanja
- Od 11. do 30. srpnja – Svjetsko prvenstvo u nogometu u Engleskoj: prvak Engleska

#### Kontinentska natjecanja

##### Europska natjecanja
- Od 20. do 27. kolovoza – Europsko prvenstvo u vaterpolu u Utrechtu u Nizozemskoj: prvak SSSR

## Vanjske poveznice
|  | Zajednički poslužitelj ima još gradiva o temi Šport u 1966. |